# Union Duala
Union Douala (L'Union Sportive Douala) – kameruński klub piłkarski grający w pierwszej lidze. Założony został w 1957 roku w mieście Duala. Czterokrotnie zdobywał tytuł mistrza Kamerunu, pięciokrotnie sięgał po Puchar Kamerunu, raz w 1979 zdobył mistrzostwo w Afrykańskiej Lidze Mistrzów, a w 1981 Puchar Zdobywców Pucharów Afryki. Domowe mecze zespół rozgrywa na jednym z największych stadionów w kraju, Stade de la Réunification, mogącym pomieścić 45 tysięcy widzów.

## Sukcesy
- Mistrzostwo Kamerunu: 1969, 1976, 1978, 1990
- Puchar Kamerunu: 1961, 1969, 1980, 1985, 1997, 2006
- Afrykańska Liga Mistrzów: 1979
- Puchar Zdobywców Pucharów Afryki: 1981

## Znani zawodnicy
- Joseph-Antoine Bell
- Bonaventure Djonkep
- Joseph Enanga
- Roger Feutmba
- Bassey William Andem